# 愛宕山 (南房総市)
愛宕山（あたごやま）は、千葉県南房総市にある、房総丘陵（嶺岡山地）の一角をなす山である。山頂の高さは標高408.2mで千葉県の最高峰であるが、各都道府県の最高峰の中では最も標高が低い。県内には他に「愛宕山」と称する山が複数存在するため、嶺岡愛宕山（みねおかあたごやま）とも称される。         

## 概要
山頂付近に航空自衛隊の防空レーダー施設（峯岡山分屯基地）が設置されていて、山頂脇にある三角点と愛宕神社はこの施設の構内にある。施設の敷地内へは無許可で立ち入ることができないが、事前に2週間前までに申請することで三角点まで行くことができる。施設への出入り口は嶺岡中央林道（嶺岡スカイライン）などを経由して自家用車で行くことができる。新型コロナウイルス感染症流行を受けて一般の登頂案内は一時停止していたが、2024年5月20日に再開された。山頂は木が生い茂っていて眺望は開けておらず、写真撮影をする場合はレーダーなどを被写体としないことが条件となる（基地内の広場「睨空台」は東京湾や大山千枚田などを見下ろせる）。

## 歴史

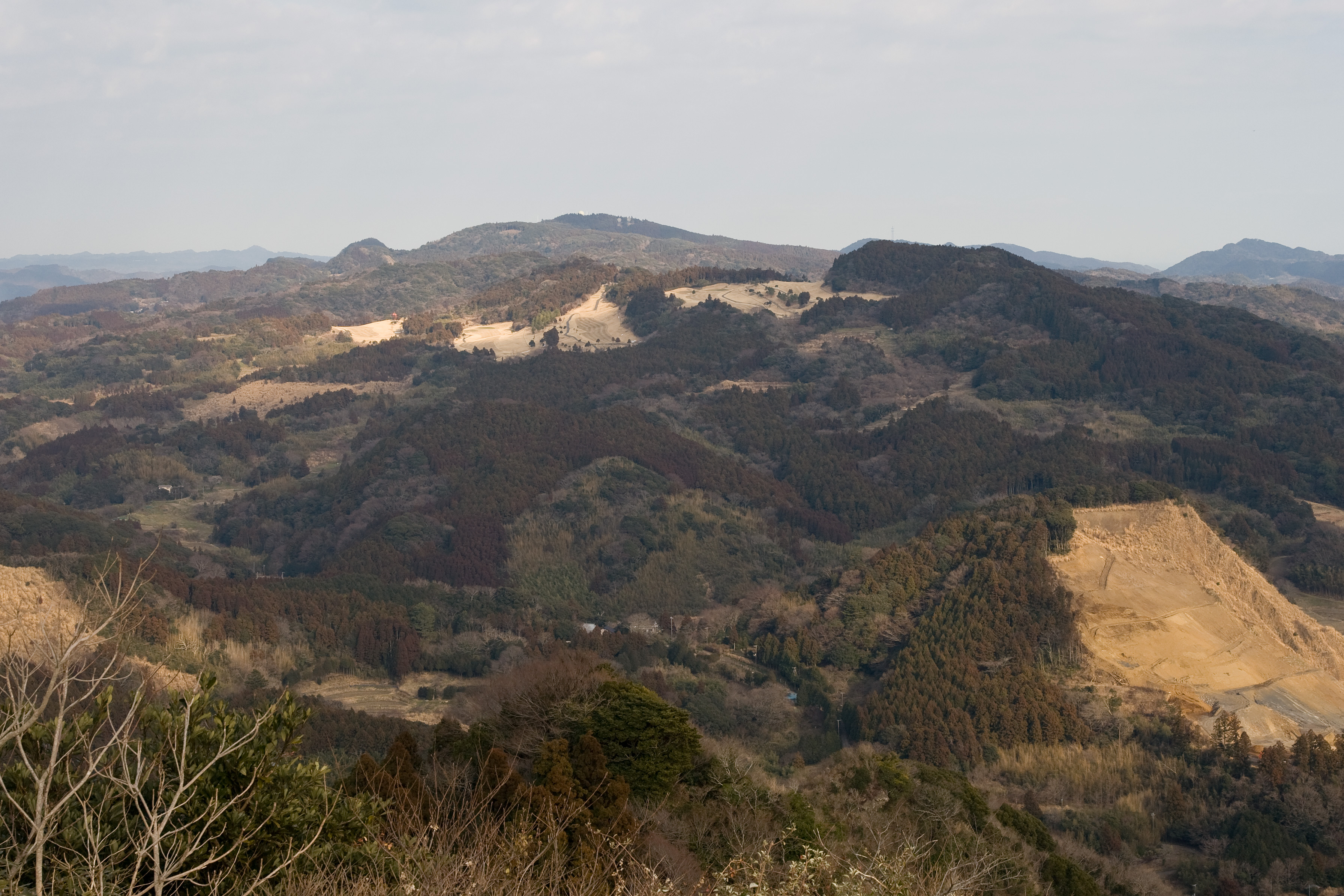
西方の伊予ヶ岳より望む愛宕山

安房国に逃れた源頼朝が、この山頂に地蔵菩薩を奉納して再起を誓ったといわれている。
江戸時代以後には隣の「二ツ山」を最高峰とする説が出されて議論となったが、大正期に再調査をした結果、二ツ山は標高376mとされて愛宕山が最高峰とされた。